# Arrivano le spose (film 1978)
Arrivano le spose (Nevjeste dolaze) è un film per la televisione del 1978 diretto da Emir Kusturica.